# Marsia Taha
Marsia Taha Mohamed Salas es una  chef de cocina boliviana. En 2021 obtuvo el premio a la chef femenina Revelación de América Latina, según el listado The World's 50 Best Restaurants, que elabora la revista británica Restaurant.

## Biografía
Nació en Bulgaria  de padre palestino y madre boliviana. Se crio desde los cinco años en Bolivia. Prácticamente toda su niñez la pasó con su abuela, que la llevaba a comer a los agachaditos, a los mercados. Su primera opción de estudio era la carrera de biología, por eso valoró mucho las visitas al área rural. Por recomendación de su madre se matriculó en gastronomía en la primera Escuela de Hostelería de La Paz, y se graduó  en el Centro de Estudios Hoteleros de Canarias, en España. Realizó prácticas profesionales en restaurantes daneses como Studio, The Standard y Geist.

### Trayectoria profesional
En 2012, fue reclutada por Kamilla Seidler, la cocinera danesa que puso a funcionar el restaurante paceño Gustu. Posteriormente, ascendió al cargo de chef de cocina, siendo una de las pocas mujeres en el país, que dirigen un local de alta cocina. Con el apoyo de Wildlife Conservation Society,  desde 2018 trabajó con un equipo multidisciplinar, y pudo visitar más de 50 comunidades, recorriendo y aprendiendo de la Amazonía y los Andes. Fue cofundadora de Sabores Silvestres, un grupo multidisciplinario de chefs especialistas en biología, etnobotánica, agronomía y ciencia que buscan investigar, comprender y preservar los productos y el patrimonio alimentario boliviano.
Participó en el documental  estadounidense Un sabor de cielo / A Taste of Sky. Dirigido por Michael Lei en 2019. En el mismo año con la disertación Transmisión de calor en las alturas, intervino en el encuentro Ciencia y Cocina que organizó la Universidad de Harvard. Colaborando en otros  países en proyectos similares  al suyo. También en congresos. Referente para jóvenes que se dedican a la gastronomía.

## Premios y reconocimientos
- 2017. Finalista del concurso S. Pellegrino Young Chef Academy por revolucionar el funcionamiento de la cocina en Latinoamérica.[15]
- 2021. Premio a la Chef Femenina Revelación de América Latina, otorgado por la prestigiosa lista de 50 Best Restaurants.[16]
- 2022. Nominada por la revista THE BEST CHEF AWARD como una de los 100 mejores cocineros del mundo.[8]
- 2022. Reconocimiento de su labor como jefa de cocina. Otorgado por la  Cámara de Senadores de Bolivia.[17][18]
- 2024.  Premio a la Mejor Chef Femenina de América Latina.[19][20][21]